# Bacong
Bacong ist eine philippinische Gemeinde in der Provinz Negros Oriental. Sie hat 36.527 Einwohner (Zensus 1. August 2015).

## Baranggays
Bacong ist politisch in 22 Barangays unterteilt.
| - Balayagmanok - Banilad - Buntis - Buntod - Calangag - Combado - Doldol - Isugan - Liptong - Lutao - Magsuhot | - Malabago - Mampas - North Poblacion - Sacsac - San Miguel - South Poblacion - Sulodpan - Timbanga - Timbao - Tubod - West Poblacion |